# Rastaman nie kłamie
Rastaman nie kłamie – pierwszy singel zespołu Izrael (na skutek interwencji cenzury zmieniono nazwę na okładce na Issiael). Nagrań dokonano w „Studio Wawrzyszew” w Warszawie w maju 1983 roku.

## Lista utworów
1. „Rastaman nie kłamie” (Warsong/Warsong) – 2:55
2. „Powstańcie wojownicy” (Warsong/Warsong) – 3:00

## Skład
- Robert Brylewski – wokal, gitara, melodika, gitara basowa, klawisze
- Paweł „Kelner” Rozwadowski – wokal, gitara, melodika, gitara basowa, klawisze
- Jarosław „Gruszka” Ptasiński – perkusja, instrumenty perkusyjne
- Tomasz Lipiński – chórki, melodika, instrumenty perkusyjne, klawisze
- Piotr Malak – saksofon
- Tadeusz Kuczyński – trąbka
- Milo Kurtis – instrumenty perkusyjne
- Jerzy Jarmołowicz – instrumenty perkusyjne
- Katarzyna Grzechnik – chórki
- Vivian Quarcoo – chórki